# Фудбалска репрезентација Салвадора
Фудбалска репрезентација Салвадора је фудбалски тим који представља Салвадор на међународним такмичењима и под управом је Фудбалског савеза Салвадора.
Салвадор је два пута изборио пласман на Светско првенство у фудбалу, први пут 1970. године у Мексику. Није остварио ниједну победу и на оба такмичења је испао у групној фази. На КОНКАКАФ златном купу су играли два пута у финалу (1963. и 1981).

## Успеси

### Светска првенства
| Година       | Коло                      |
| ------------ | ------------------------- |
| 1930         | Није се квалификовала     |
| 1934         | Није се квалификовала     |
| 1938         | Одустала од квалификација |
| 1950         | Одустала од квалификација |
| 1954 до 1966 | Није учестовала           |
| 1970         | 1. коло                   |
| 1974         | Није се квалификовала     |
| 1978         | Није се квалификовала     |
| 1982         | 1. коло                   |
| 1986 до 2022 | Није се квалификовала     |
| Укупно       | 2/22                      |